# Byrrhus stoicus
Byrrhus stoicus là một loài bọ cánh cứng trong họ Byrrhidae. Loài này được Müller miêu tả khoa học năm 1776.